# Pstrąg

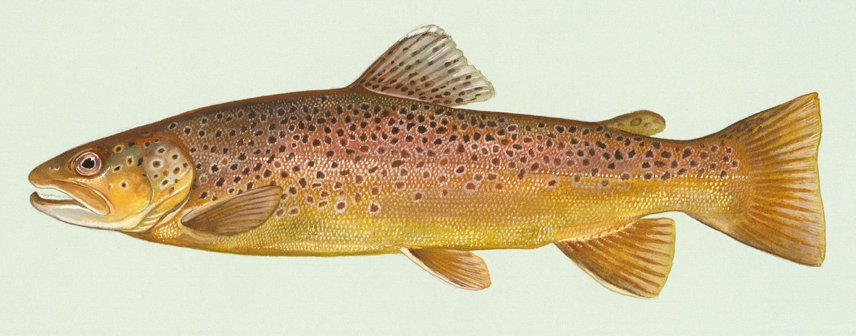
Pstrąg potokowy (Salmo trutta morpha fario)

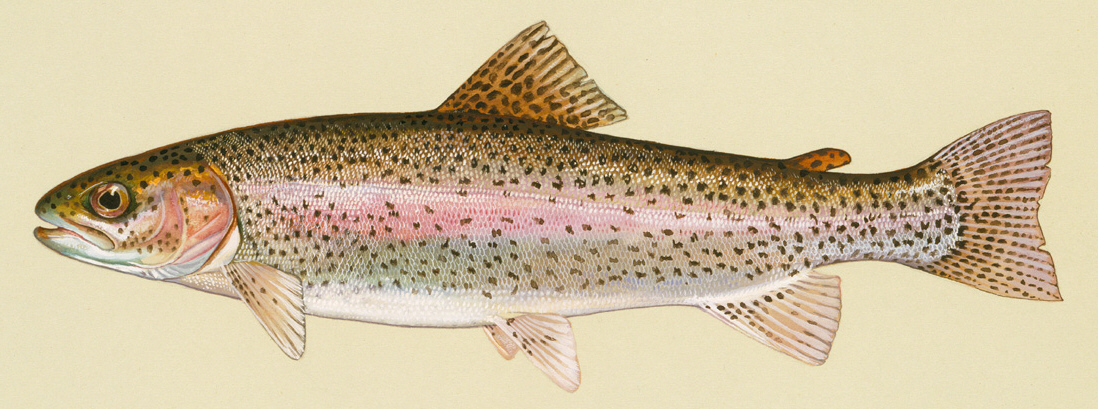
Pstrąg tęczowy (Oncorhynchus mykiss)

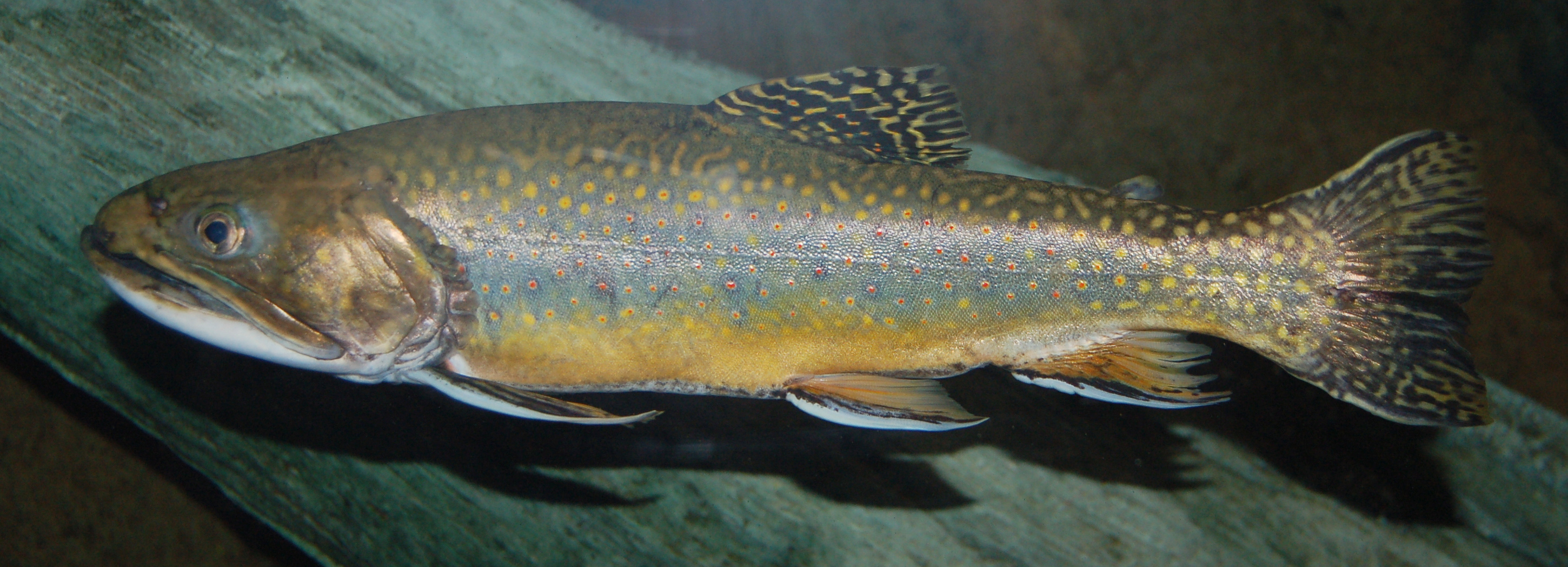
Pstrąg źródlany (Salvelinus fontinalis)

Pstrąg – zwyczajowa nazwa kilku gatunków drapieżnych ryb z rodziny łososiowatych (Salmonidae), zasiedlających słodkie wody o bystrym prądzie, zwłaszcza górne odcinki rzek. Grupa ta obejmuje blisko spokrewnione gatunki i podgatunki ryb katadromicznych i anadromicznych, mające oliwkowobrunatny grzbiet, boki złotawe z czarnymi plamkami i srebrzysty brzuch. W krajach anglosaskich określane są nazwą trout, a w niemieckojęzycznych – Die Forelle. W języku polskim formy wędrowne tych samych gatunków lub podgatunków określane są zazwyczaj jako trocie. Pstrągi są cenionymi rybami konsumpcyjnymi. Są hodowane w gospodarstwach rybackich, wprowadzane do rzek i jezior. Przez wędkarzy są uważane za atrakcyjne ryby sportowe. Od nazwy tej grupy ryb pochodzi nazwa jednej z tzw. krain rybnych rzek – kraina pstrąga.
W Polsce występują:
- pstrąg potokowy (Salmo trutta m. fario) – słodkowodna odmiana troci atlantyckiej (S. t. trutta),
- pstrąg tęczowy (Oncorhynchus mykiss) – gatunek obejmujący formę wędrowną (katadromiczną) i słodkowodną,
- pstrąg źródlany (Salvelinus fontinalis) – gatunek słodkowodny.

Pstrągi występują zwykle w zimnych, przejrzystych strumieniach i jeziorach. Naturalny obszar ich występowania obejmuje półkulę północną: Europę, Azję Północną oraz Amerykę Północną. Kilka gatunków zostało sztucznie wprowadzonych do wielu krajów świata, w tym do Australii i Nowej Zelandii, gdzie często wypierają rodzime gatunki ryb.
Odizolowane populacje często tak bardzo różnią się kształtem i ubarwieniem, że opisano je jako odrębne gatunki, jednak badania genetyczne wykazują, że liczba gatunków jest znacznie mniejsza niż wynikałoby to z różnic morfologicznych.
Pstrąg tęczowy jest gatunkiem najbardziej udomowionym przez człowieka i najczęściej hodowanym w celach konsumpcyjnych. W Polsce najwięcej hodowli pstrąga tęczowego znajduje się na Pomorzu.
Pstrąg potokowy jest hodowany głównie w celu zarybiania rzek o charakterze górskim.

## Muzyka
Pstrąg (niem. Die Forelle) to tytuł jednej z pieśni Franza Schuberta ze słowami Christiana Friedricha Daniela Schubarta.